# Alacurt ventre-rogenc
L'alacurt ventre-rogenc (Brachypteryx hyperythra) és una espècie d'ocell de la família dels muscicàpids (Muscicapidae). Es troba a Yunnan, al nord-est de l'Índia i a l'extrem nord de Myanmar. Els seus hàbitats naturals són els boscos tropicals i subtropicals de frondoses humits de l'estatge montà, de les terres baixes i els matollars. Es troba amenaçat per la pèrdua d'habitat i el seu estat de conservació es considera gairebé amenaçat.